# Don't let me down (柳原愛子の曲)
Don't let me down（ドント・レット・ミー・ダウン）は、柳原愛子の1枚目のシングル。

## 概要
デビューシングルで、長戸大幸・長戸秀介兄弟のプロデュース。
表題曲は、TBS系『たけし・所のドラキュラが狙ってる』エンディングテーマに起用された。

## 収録曲
1. Don't let me down
作詞・作曲：川島だりあ　編曲：池田大介
2. Without Kissing You
作詞・作曲：瀬木佑未子　編曲：池田大介
3. Don't let me down(inst.)

## レコーディング参加
- 池田大介 - キーボード
- 鈴木英俊 - ギター